# Raul de Barros
Raul de Machado de Barros, beter bekend als Raul de Barros (Rio de Janeiro, 25 november  1915 — Itaboraí, 8 juni 2009) was een Braziliaans  componist, dirigent, instrumentalist en trombonist.
Barros is de auteur van de choro "Na Glória" en was een der grootste Braziliaanse trombonisten. Hij overleed in juni 2009. 

## Werken
- "A felicidade vem depois" (met Zé Kéti)
- "Copacabana” (met Alberto Ribeiro)
- "Gilda"
- "Ginga do candango"
- "Na Glória" (met Ari dos Santos)
- "Melodia celestial"
- "Parabéns para você" (met Tuiu)
- "Pau no burro" (com A. Guedes)
- "Pororó...pororó"
- "Prá moçada se acabar"
- "Rock em samba"
- "Tema de gafieira flor de Liz"
- "Voltarás" (met Murilo Latini)